# Narong Jansawek
Narong Jansawek (tiếng Thái: ณรงค์ จันเสวก, sinh ngày 10 tháng 8 năm 1986), còn được biết với tên đơn giản Yo (tiếng Thái: โย), là một cầu thủ bóng đá người Thái Lan thi đấu ở vị trí tiền vệ tấn công cho câu lạc bộ Giải bóng đá Ngoại hạng Thái Lan Police Tero.

## Sự nghiệp quốc tế
Năm 2013, anh được triệu tập vào đội tuyển quốc gia bởi Surachai Jaturapattarapong to the Vòng loại Cúp bóng đá châu Á 2015.
Vào tháng 10 năm 2013 anh ra mắt cho Thái Lan trong trận giao hữu trước Bahrain.
Vào 15 tháng 10 năm 2013 anh thi đấu trước Iran ở Vòng loại Cúp bóng đá châu Á 2015.

### Quốc tế
Tính đến 12 tháng 11 năm 2015
| Đội tuyển quốc gia | Năm  | Số trận | Bàn thắng |
| ------------------ | ---- | ------- | --------- |
| Thái Lan           | 2013 | 4       | 0         |
| Thái Lan           | Tổng | 4       | 0         |